# Heat Guy J
Heat Guy J é uma animação japonesa de ficção científica. Foi licenciado pela Pioneer (agora Geneon) e foi exibido no Brasil no antigo canal Animax Brasil. Existe um volume da série Manga que foi licenciada em os E.U. pela Tokyopop.
Na Cidade de Judoh, Claire Leonelli herdou a liderança do grupo mafioso "Vampire" devido à morte de seu pai. Para manter Claire e outras ordens criminais na linha, o Departamento da Cidade de Segurança Urbana tem uma Divisão de Serviços Especiais, onde atuam Daisuke Aurora e o super androide com o codinome de "J" (o qual tem a identidade mantida em segredo, tendo em vista que os androides são banidos da cidade). Com os dois ao redor, o crime agora tem pouco ar para respirar na Cidade de Judoh.